# Greene County (Mississippi)
Greene County is een county in de Amerikaanse staat Mississippi.
De county heeft een landoppervlakte van 1.846 km² en telt 13.299 inwoners (volkstelling 2000). De hoofdplaats is Leakesville.